# Чемпіонат Азії з боротьби 2010
Чемпіонат Азії з боротьби 2010 пройшов з 12 по 16 травня 2010 року в Нью-Делі, Індія в спортивному комплексі Індіри Ґанді.
На чемпіонаті проводилися змагання з вільної та греко-римської боротьби серед чоловіків і вільної боротьби серед жінок.
Було розіграно двадцять один комплект нагород — по сім у вільній, греко-римській та жіночій боротьбі. Бронзові нагороди вручалися обом спортсменам, що виграли втішні сутички.

## Країни учасники
У змаганнях взяли участь 231 спортсмен, що представляли 19 збірних команд.
- В'єтнам (8)
- Йорданія (4)
- Індія (21)
- Іран (14)
- Казахстан (21)
- Катар (2)
- Киргизстан (17)
- КНР (21)
- Китайський Тайбей (16)
- Монголія (14)
- ОАЕ (1)
- Південна Корея (19)
- Північна Корея (12)
- Сінгапур (2)
- Таджикистан (7)
- Таїланд (5)
- Туркменістан (10)
- Узбекистан (16)
- Японія (21)

## Загальний медальний залік
| Місце               | Країна              | Золото | Срібло | Бронза | Загалом |
| ------------------- | ------------------- | ------ | ------ | ------ | ------- |
| 1                   | КНР                 | 5      | 3      | 5      | 13      |
| 2                   | Південна Корея      | 5      | 2      | 4      | 11      |
| 3                   | Іран                | 5      | 1      | 3      | 9       |
| 4                   | Японія              | 2      | 4      | 6      | 12      |
| 5                   | Казахстан           | 2      | 4      | 5      | 11      |
| 6                   | Індія               | 2      | 1      | 4      | 7       |
| 7                   | Монголія            | 0      | 4      | 2      | 6       |
| 8                   | Узбекистан          | 0      | 1      | 4      | 5       |
| 9                   | Йорданія            | 0      | 1      | 0      | 1       |
| 10                  | Північна Корея      | 0      | 0      | 4      | 4       |
| 11                  | Киргизстан          | 0      | 0      | 3      | 3       |
| 12                  | В'єтнам             | 0      | 0      | 1      | 1       |
| 12                  | Таджикистан         | 0      | 0      | 1      | 1       |
| Загалом (13 збірні) | Загалом (13 збірні) | 21     | 21     | 42     | 84      |

## Рейтинг команд
| Місце в рейтингу | Вільна боротьба (чоловіки) | Вільна боротьба (чоловіки) | Греко-римська боротьба (чоловіки) | Греко-римська боротьба (чоловіки) | Вільна боротьба (жінки) | Вільна боротьба (жінки) |
| Місце в рейтингу | Команда                    | Бали                       | Команда                           | Бали                              | Команда                 | Бали                    |
| ---------------- | -------------------------- | -------------------------- | --------------------------------- | --------------------------------- | ----------------------- | ----------------------- |
| 1                | Іран                       | 53                         | Південна Корея                    | 56                                | КНР                     | 65                      |
| 2                | Казахстан                  | 48                         | КНР                               | 49                                | Японія                  | 60                      |
| 3                | Південна Корея             | 46                         | Індія                             | 49                                | Казахстан               | 49                      |
| 4                | Японія                     | 41                         | Іран                              | 46                                | Монголія                | 42                      |
| 5                | Індія                      | 37                         | Казахстан                         | 42                                | Індія                   | 42                      |
| 6                | Узбекистан                 | 33                         | Киргизстан                        | 37                                | Північна Корея          | 25                      |
| 7                | Киргизстан                 | 32                         | Узбекистан                        | 33                                | Південна Корея          | 22                      |
| 8                | КНР                        | 30                         | Йорданія                          | 18                                | В'єтнам                 | 22                      |
| 9                | Монголія                   | 25                         | Японія                            | 17                                | Китайський Тайбей       | 21                      |
| 10               | Північна Корея             | 21                         | Таджикистан                       | 13                                | Киргизстан              | 16                      |

## Медалісти

### Чоловіки

#### Вільна боротьба
| Категорія | Золото               | Срібло                  | Бронза                  |
| до 55 кг  | Сін'їті Юмото        | Насібулла Курбанов      | Лі У Чу                 |
| до 55 кг  | Сін'їті Юмото        | Насібулла Курбанов      | Ян Кьон Іл              |
| до 60 кг  | Масуд Есмаейльпур    | Сього Маеда             | Лі Син Чул              |
| до 60 кг  | Масуд Есмаейльпур    | Сього Маеда             | Даурен Жумагазієв       |
| до 66 кг  | Сушил Кумар          | Кім Де Сун              | Іхтійор Наврузов        |
| до 66 кг  | Сушил Кумар          | Кім Де Сун              | Пуревжавин Онорбат      |
| до 74 кг  | Нарсінгх Панчам Ядав | Саїд Ріджахі            | Сейфаддін Османов       |
| до 74 кг  | Нарсінгх Панчам Ядав | Саїд Ріджахі            | Лі Юн Сок               |
| до 84 кг  | Есан Лашгарі         | Семен Семенов           | Сін'я Мацумото          |
| до 84 кг  | Есан Лашгарі         | Семен Семенов           | Чжан Фен                |
| до 96 кг  | Реза Яздані          | Нуржан Катаєв           | Такао Ісокава           |
| до 96 кг  | Реза Яздані          | Нуржан Катаєв           | Кім Че Кан              |
| до 120 кг | Марид Муталімов      | Жаргалсайхани Чулуунбат | Мохаммад Реза Азарсахіб |
| до 120 кг | Марид Муталімов      | Жаргалсайхани Чулуунбат | Аяал Лазарев            |

#### Греко-римська боротьба
| Категорія | Золото           | Срібло           | Бронза                 |
| до 55 кг  | Чхве Гю Джин     | Раджендер Кумар  | Марат Гаріпов          |
| до 55 кг  | Чхве Гю Джин     | Раджендер Кумар  | Канибек Жолчубеков     |
| до 60 кг  | Шен Цзян         | У Син Че         | Санджарбек Юмашев      |
| до 60 кг  | Шен Цзян         | У Син Че         | Равіндер Сінгх         |
| до 66 кг  | Кім Хьон У       | Айбек Єнсеханов  | Суніл Кумар Рана       |
| до 66 кг  | Кім Хьон У       | Айбек Єнсеханов  | Янь Пенфей             |
| до 74 кг  | Пак Чін Сон      | Са Ренмандула    | Махді Мохаммаді        |
| до 74 кг  | Пак Чін Сон      | Са Ренмандула    | Всеволод Михайловський |
| до 84 кг  | Лі Се Йоль       | Норікацу Сайкава | Давуд Абедінзаде       |
| до 84 кг  | Лі Се Йоль       | Норікацу Сайкава | Жанарбек Кенжеєв       |
| до 96 кг  | Бабак Горбані    | Чжай Нінчао      | Маргулан Асембеков     |
| до 96 кг  | Бабак Горбані    | Чжай Нінчао      | Момінджон Абдуллаєв    |
| до 120 кг | Мохаммад Горбані | Хані аль-Марафі  | Лю Делі                |
| до 120 кг | Мохаммад Горбані | Хані аль-Марафі  | Муроджон Туйчієв       |

### Жінки

#### Вільна боротьба
| Категорія | Золото          | Срібло                  | Бронза               |
| до 48 кг  | Чжао Шаша       | Фуюко Мімура            | Со Сим Х'ян          |
| до 48 кг  | Чжао Шаша       | Фуюко Мімура            | Нгуєн Тхі Луа        |
| до 51 кг  | Лі Хуей         | Жулдиз Ешимова          | Хіромі Сакурай       |
| до 51 кг  | Лі Хуей         | Жулдиз Ешимова          | Хан Ким Ок           |
| до 55 кг  | Ян Сеньлянь     | Тікако Мацукава         | Чо Ун Гьон           |
| до 55 кг  | Ян Сеньлянь     | Тікако Мацукава         | Сундевіїн Бямбацерен |
| до 59 кг  | Лю Фенмін       | Соронзонболдин Батцецег | Юріка Іто            |
| до 59 кг  | Лю Фенмін       | Соронзонболдин Батцецег | Алка Томар           |
| до 63 кг  | Пак Сан Ин      | Цуй Хайлі               | Суман Кунду          |
| до 63 кг  | Пак Сан Ин      | Цуй Хайлі               | Сейко Ямамото        |
| до 67 кг  | Тіакі Айдзіма   | Банзрагчийн Оюнсурен    | Ольга Жанибекова     |
| до 67 кг  | Тіакі Айдзіма   | Банзрагчийн Оюнсурен    | Чень Ін              |
| до 72 кг  | Гюзель Манюрова | Гелегжамцин Наранчимег  | Йосіко Іноуе         |
| до 72 кг  | Гюзель Манюрова | Гелегжамцин Наранчимег  | Лі Дань              |